# Special Olympics St. Kitts und Nevis
Special Olympics St. Kitts und Nevis (englisch: Special Olympics St. Kitts und Nevis) ist der Verband von Special Olympics International, der auf St. Kitts und Nevis angesiedelt ist. Sein Ziel ist die Förderung von Sport für Menschen mit geistiger Beeinträchtigung und die Sensibilisierung der Gesellschaft für diese Mitmenschen. Außerdem betreut er die Athletinnen und Athleten von St. Kitts und Nevis bei den Special Olympics Wettkämpfen.

## Geschichte
Special Olympics St. Kitts und Nevis wurde in den späten 1970er Jahren mit Sitz in Basseterre, St. Kitts gegründet.

## Aktivitäten
2021 waren 49 Athletinnen, Athleten und Unified Partner sowie 21 Trainer bei Special Olympics St. Kitts und Nevis registriert.
Der Verband nahm 2022 an den Programmen Athlete Leadership, Healthy Athletes und Young Athletes teil, die von Special Olympics International ins Leben gerufen worden waren.

### Sportarten
Folgende neun Sportarten wurden 2022 vom Verband angeboten:
- Basketball (Special Olympics)
- Boccia (Special Olympics)
- Cricket
- Floor Hockey
- Fußball (Special Olympics)
- Leichtathletik (Special Olympics)
- Schwimmen (Special Olympics) und Freiwasserschwimmen
- Tennis (Special Olympics)

### Teilnahme an Weltspielen vor 2020
(Quelle: )
- 2011 Special Olympics World Summer Games, Athen
- 2013 Special Olympics World Winter Games, PyeongChang, Südkorea
- 2015 Special Olympics World Summer Games, Los Angeles, USA (17 Athletinnen und Athleten)
- 2019 Special Olympics, World Summer Games, Abu Dhabi (13 Athletinnen und Athleten); das Team war eines der kleinsten bei den Spielen, schnitt aber mit 8 Gold-, 2 Silber- und 3 Bronzemedaillen sehr gut ab.[2]

### Teilnahme an den Special Olympics World Summer Games 2023 in Berlin
Special Olympics St. Kitts und Nevis nahm den Special Olympics World Summer Games 2023 teil. Die 25-köpfige Delegation wurde vor den Spielen im Rahmen des Host Town Program von Olching betreut. Das Team gewann bei diesen Weltspielen fünf Gold- und vier Bronzemedaillen.

## Erfolgreiche Athletinnen und Athleten (Auswahl)
- Tanique Richards, Leichtathletik, Sprint